# Joseph Ayoub

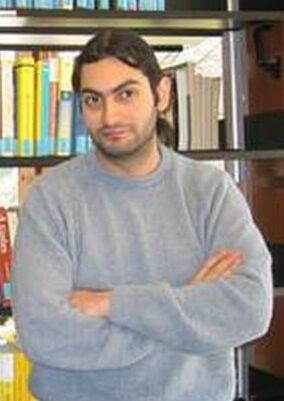
Joseph Ayoub, Oberwolfach 2008

Joseph Ayoub (* 1980) ist ein französischer Mathematiker, der sich mit algebraischer Geometrie befasst.
Ayoub wurde 2006 bei Fabien Morel an der Universität Paris VII promoviert (Les six operations de Grothendieck et le formalisme des cycles evanescents dans le monde motivique). Als Post-Doktorand war er 2006/07 am Institute for Advanced Study. Er ist Professor an der Universität Zürich.
Er befasst sich mit Perioden algebraischer Varietäten und der Theorie der Motive. Unter anderem bewies er eine geometrische Version der Vermutung über Perioden von Alexander Grothendieck bzw. der (stärkeren) Vermutung über Perioden von Maxim Kontsevich und Don Zagier.
2014 war er eingeladener Sprecher auf dem Internationalen Mathematikerkongress in Seoul (A guide to (étale) motivic sheaves).
2017 hat er einen Beweis der Konservativitäts-Vermutung für Chow-Motive angekündigt.

## Schriften (Auswahl)
- Periods and the conjectures of Grothendieck and Kontsevich-Zagier. Newsletter of the European Mathematical Society, März 2014, Heft 91, Online-Ausgabe des Hefts (PDF; 4,1 MB)
- Une version relative de la conjecture des périodes de Kontsevich-Zagier. Annals of Mathematics (2), Band 181, 2015, S. 905–992
- L'algèbre de Hopf et le groupe de Galois motiviques d'un corps de caractéristique nulle, 2 Teile, Journal für die reine und angewandte Mathematik (Crelles Journal), Band 693, 2014, S. 1–149, 151–226
- Motifs des variétés analytiques rigides. Mémoires de la SMF 140-141,2015
- mit Steven Zucker: Relative Artin Motives and the reductive Borel-Serre compactification of a locally symmetric variety. Inventiones Mathematicae, Band 188, 2012, S. 277–427, Arxiv
- Les six opérations de Grothendieck et le formalisme des cycles évanescents dans le monde motivique, 2 Teile, Astérisque, Band 314/315, 2008
- The direct extension theorem. J. Group Theory, Band 9, 2006, S. 307–316, Arxiv